# Les Costes
Pour les articles homonymes, voir Costes.
Les Costes est une ancienne commune française située dans le département des Hautes-Alpes en région Provence-Alpes-Côte d'Azur. 
Ses habitants sont appelés les Costins.
La fête votive a lieu chaque année aux alentours de la Saint-Jean au mois de juin.
La commune est jumelée avec Waldems en Allemagne.

## Géographie
La commune est composée de six hameaux :
- le Maissubert (anciennement Mas hubert),
- le Maisseret,
- le Villaret,
- les Courts,
- Malarua (mauvais torrent en patois),
- Roaffan.

Au pied du Banc du Peyron (Vieux Chaillol), cette commune est à la jonction entre la vallée du Champsaur et celle du Valgaudemar. Elle se situe en périphérie immédiate du parc national des Écrins.

### Communes limitrophes
|            | Saint-Firmin              | Saint-Jacques-en-Valgodemard |
| Chauffayer | Les Costes                |                              |
|            | Saint-Eusèbe-en-Champsaur | La Motte-en-Champsaur        |

## Toponymie
Coste : dans le sens de « pente, flanc d'une montagne ou d'une colline ». C'est une formation occitane qui signifie « le coteau clairsemé, vide de végétation ». Le nom évoque des terrains secs et arides.
Las Còstas en occitan.
Ce toponyme est utilisé au pluriel (dû à la parcellisation).

## Histoire
En septembre 2011, à la suite d'un arrêté municipal du mois de mars 2011, la mairie a ordonné la destruction de l'ancien cimetière du village situé dans le hameau du Maisseret. Ce cimetière a été utilisé de 1708 à 1922 pour inhumer environ 1 500 corps.
De nombreuses familles du village dont les aïeuls sont enterrés dans ce petit cimetière n'ont pas été prévenues par la mairie de la destruction du petit cimetière ce qui a entraîné une colère relayée dans la presse .
La commune fusionne avec Chauffayer et Saint-Eusèbe-en-Champsaur pour former la commune nouvelle d'Aubessagne au 1er janvier 2018.

## Économie
L'économie de la commune est essentiellement basée sur l'élevage bovin et ovin. 
L'irrigation par gravitation des champs de la commune est possible grâce :
- au canal de La Motte à hauteur d'un tiers ;
- au réservoir du lac (artificiel) de Roaffan pour les deux tiers restants.

## Politique et administration
| Période                           | Période                           | Identité                   | Étiquette | Qualité                                                                |
| --------------------------------- | --------------------------------- | -------------------------- | --------- | ---------------------------------------------------------------------- |
| 1792                              | 2 décembre 1793                   | Pierre Champollion         |           |                                                                        |
| 2 décembre 1793                   | 21 pluviôse an 2 (2 février 1794) | Louis Garnier              |           | Officier public de la commune de Costes                                |
| 21 pluviôse an 2 (2 février 1794) | 26 prairial an 4 (14 juin 1796)   | Pierre Gueydan             |           | Officier public de la commune de Costes                                |
| 26 prairial an 4 (14 juin 1796)   | 20 germinal an 7 (9 avril 1799)   | Joseph Valla               |           | Agent pour rédiger les actes d'état civil                              |
| 20 germinal an 7 (9 avril 1799)   | 22 juin 1815                      | Pierre Champollion         |           | Agent municipal élu                                                    |
| 22 juin 1815                      | 12 septembre 1815                 | Jacques Ganguet            |           |                                                                        |
| 12 septembre 1815                 | septembre 1832                    | Pierre Champollion         |           |                                                                        |
| septembre 1832                    | septembre 1837                    | Jean-André Gaignaire       |           |                                                                        |
| septembre 1837                    | octobre 1840                      | Jean-Pierre-Marie Jaussaud |           |                                                                        |
| octobre 1840                      | avril 1841                        | Jean-Martin Gaillard       |           |                                                                        |
| avril 1841                        | avril 1848                        | Pierre Reynaud             |           |                                                                        |
| mai 1848                          | août 1852                         | Pierre-Victor Gaillard     |           |                                                                        |
| août 1852                         | 1863                              | Jean-Martin Gaillard       |           |                                                                        |
| 1863                              | 1875                              | Pierre Blanchard-Gaillard  |           | décède en fonction le 31/12/1875                                       |
| 1876                              | 1876                              | Pierre Amiel               |           |                                                                        |
| 1876                              | 1881                              | Jean-Pierre Gaillard       |           |                                                                        |
| 1881                              | 1908                              | Pierre Amiel               |           |                                                                        |
| 1908                              | 1914 (mobilisation)               | Joseph Escalle             |           |                                                                        |
| 1914                              | 1917                              | Bernard Gaillard           |           | conseiller municipal faisant office de maire (père d'Auguste Nouguier) |
| 1917                              | 1935                              | Albert Blanchard-Gaillard  |           | (grand-père de Fabien Blanchard-Gaillard)                              |
| 1935                              | 1945                              | Auguste Nouguier           |           | (père de Joseph Nouguier)                                              |
| 1945                              | 1945                              | Séraphin Devoluy           |           | conseiller faisant office                                              |
| 1945                              | 1947                              | Guillaume Gaillard         |           |                                                                        |
| mars 1947                         | mars 1983                         | Joseph Nouguier            |           | (père de Joël Nouguier)                                                |
| mars 1983                         | mars 2008                         | Fabien Blanchard-Gaillard  |           |                                                                        |
| mars 2008                         | mars 2014                         | Jean-Michel Grégoire       |           |                                                                        |
| mars 2014                         | décembre 2017                     | Joël Nouguier              | SE        | Agriculteur                                                            |

## Démographie
L'évolution du nombre d'habitants est connue à travers les recensements de la population effectués dans la commune depuis 1793. Pour les communes de moins de 10 000 habitants, une enquête de recensement portant sur toute la population est réalisée tous les cinq ans, les populations de référence des années intermédiaires étant quant à elles estimées par interpolation ou extrapolation. Pour la commune, le premier recensement exhaustif entrant dans le cadre du nouveau dispositif a été réalisé en 2007.

En 2015, la commune comptait 178 habitants, en évolution de +22,76 % par rapport à 2009 (Hautes-Alpes : +0,4 %, France hors Mayotte : +2,11 %).
| 1793 | 1800 | 1806 | 1821 | 1831 | 1836 | 1841 | 1846 | 1851 |
| ---- | ---- | ---- | ---- | ---- | ---- | ---- | ---- | ---- |
| 244  | 216  | 281  | 277  | 291  | 319  | 296  | 312  | 288  |

| 1856 | 1861 | 1866 | 1872 | 1876 | 1881 | 1886 | 1891 | 1896 |
| ---- | ---- | ---- | ---- | ---- | ---- | ---- | ---- | ---- |
| 297  | 309  | 294  | 290  | 281  | 284  | 284  | 274  | 252  |

| 1901 | 1906 | 1911 | 1921 | 1926 | 1931 | 1936 | 1946 | 1954 |
| ---- | ---- | ---- | ---- | ---- | ---- | ---- | ---- | ---- |
| 244  | 225  | 190  | 250  | 223  | 233  | 226  | 209  | 205  |

| 1962 | 1968 | 1975 | 1982 | 1990 | 1999 | 2006 | 2007 | 2012 |
| ---- | ---- | ---- | ---- | ---- | ---- | ---- | ---- | ---- |
| 191  | 167  | 144  | 123  | 138  | 140  | 142  | 142  | 169  |

| 2015 | - | - | - | - | - | - | - | - |
| ---- | - | - | - | - | - | - | - | - |
| 178  | - | - | - | - | - | - | - | - |

## Lieux et monuments

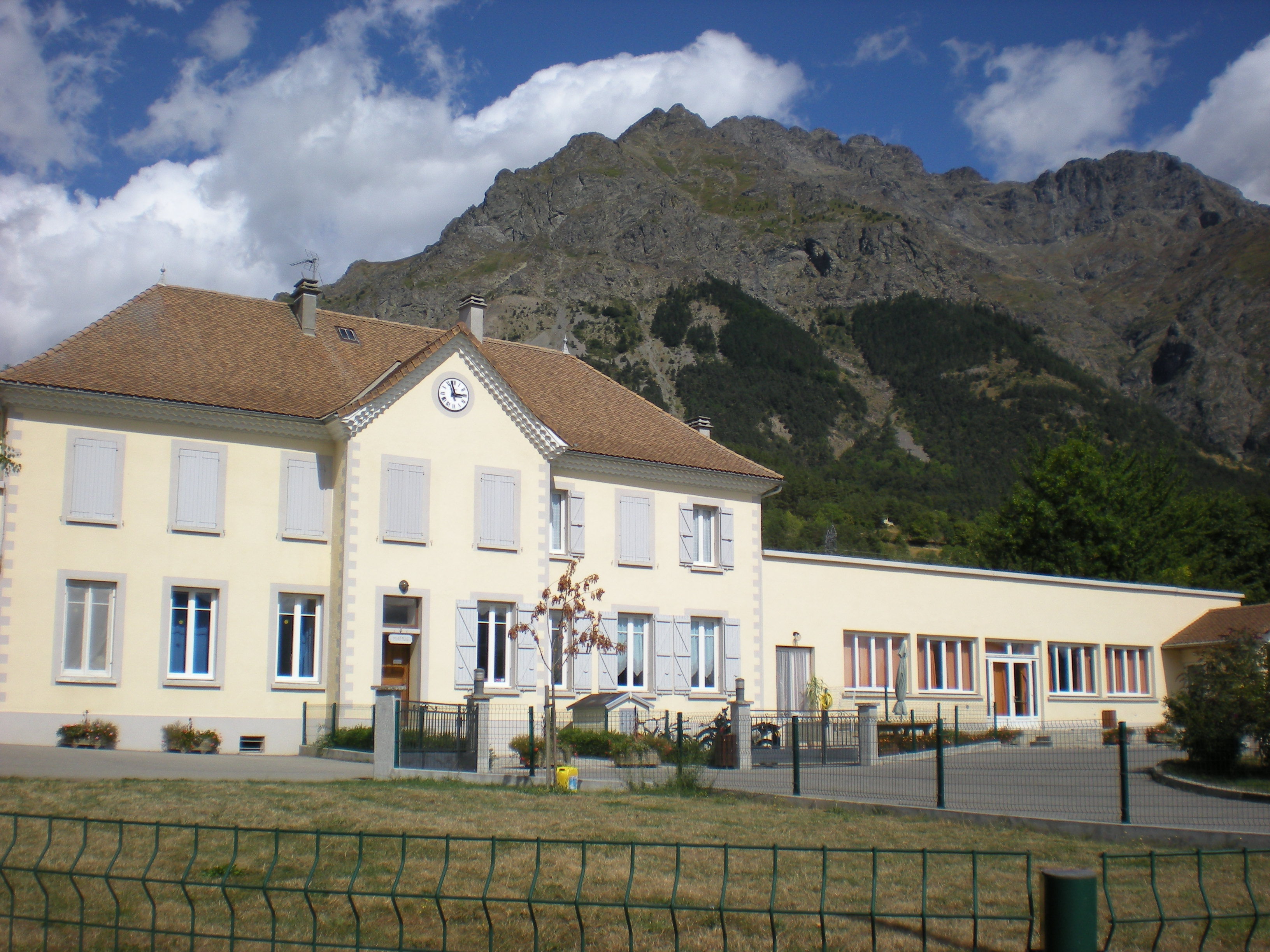
La mairie, l'école et la salle des fêtes (au Maissubert).
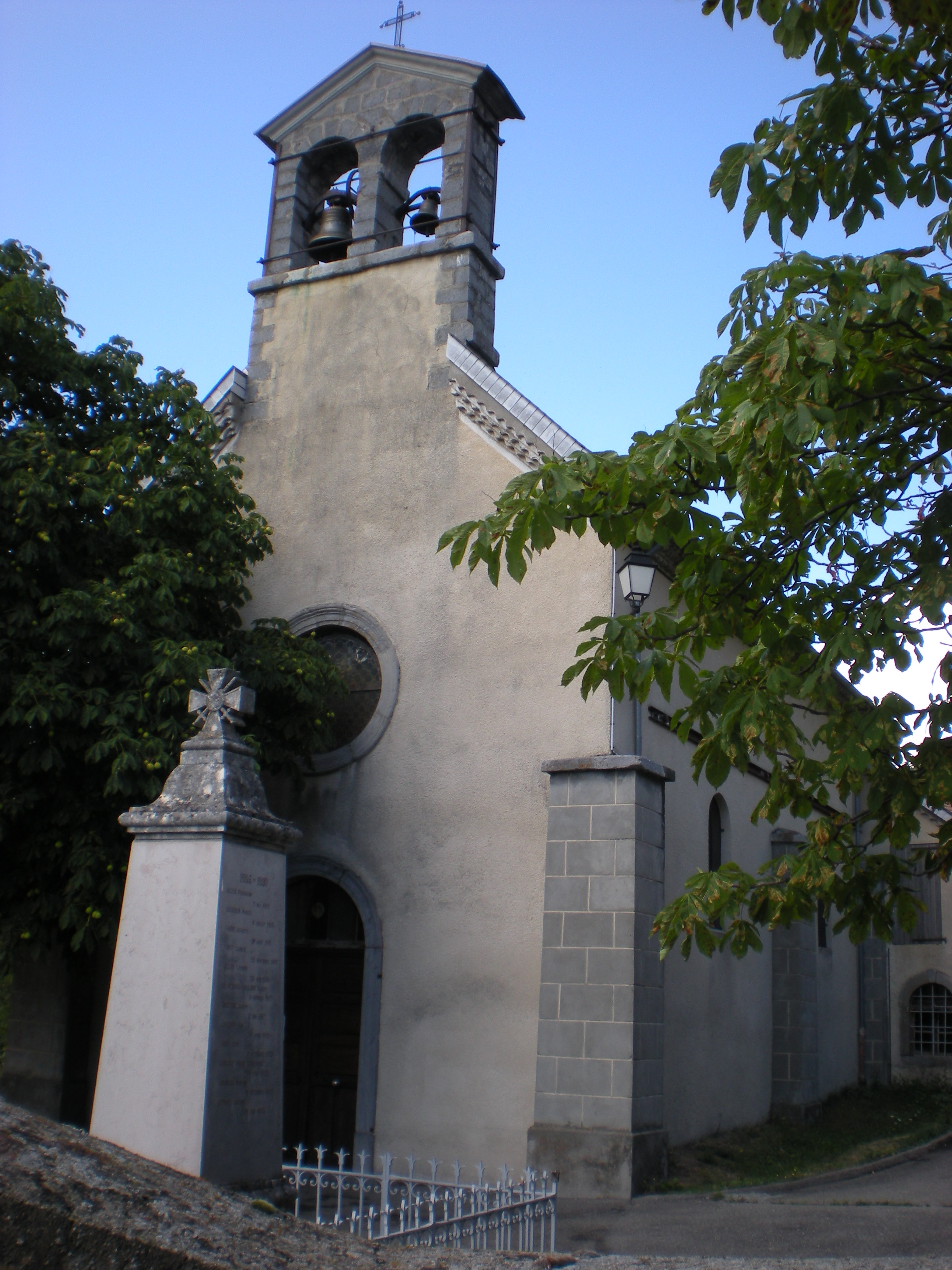
L'église des Costes (au Maisseret).
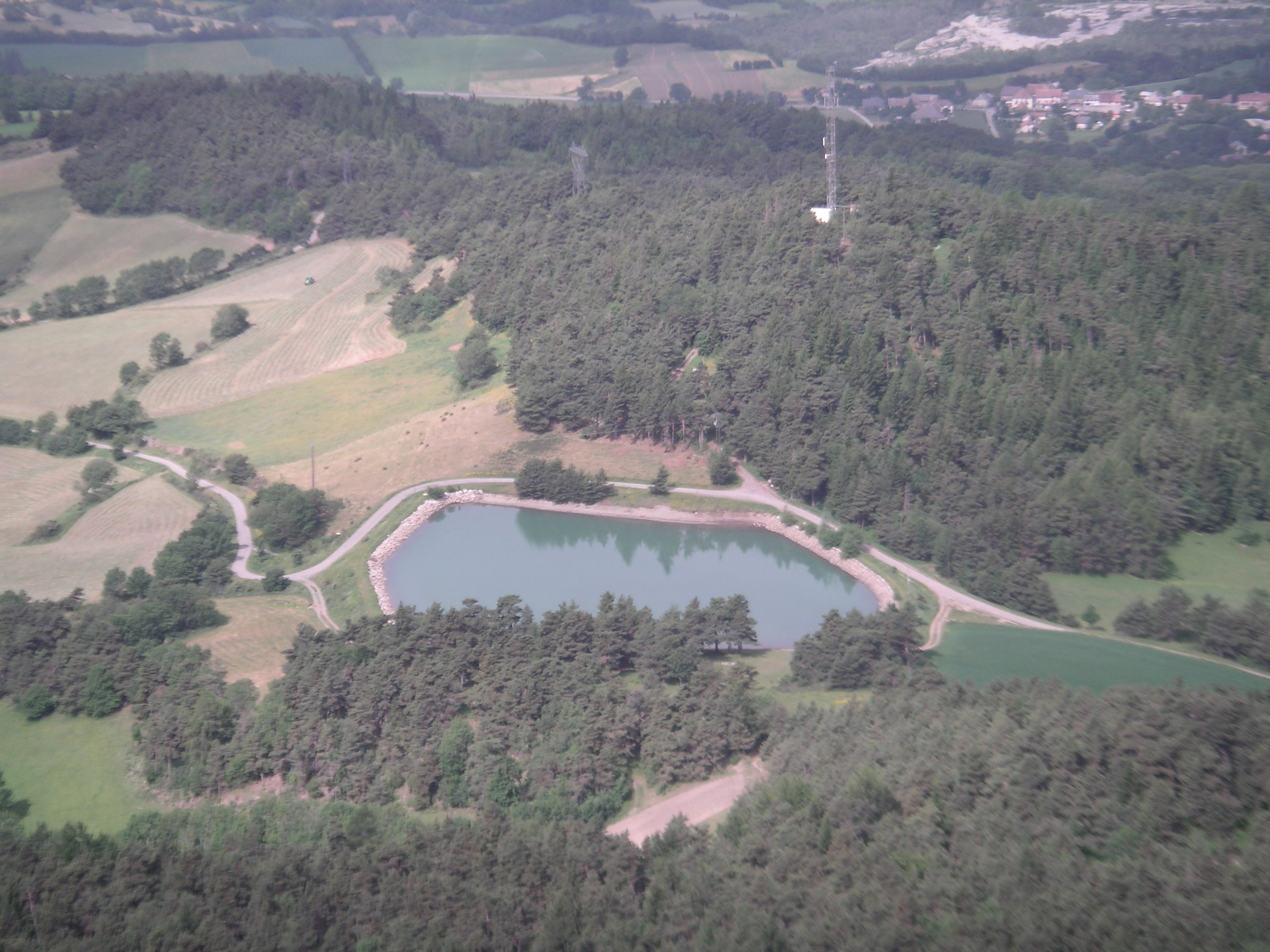
Le lac de Roafan vu du chemin d'administration.
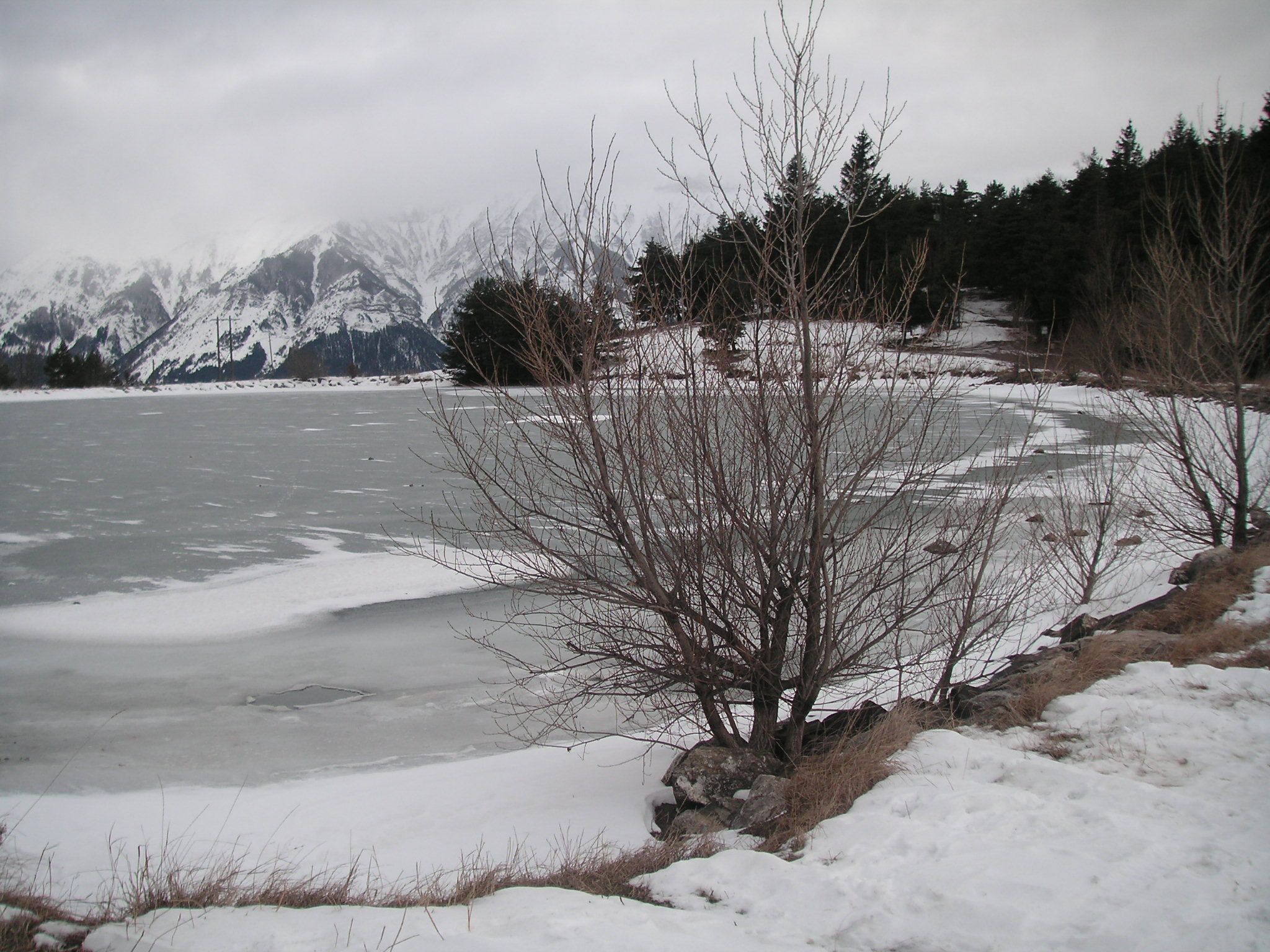
Les rives du lac de Roafan en hiver.
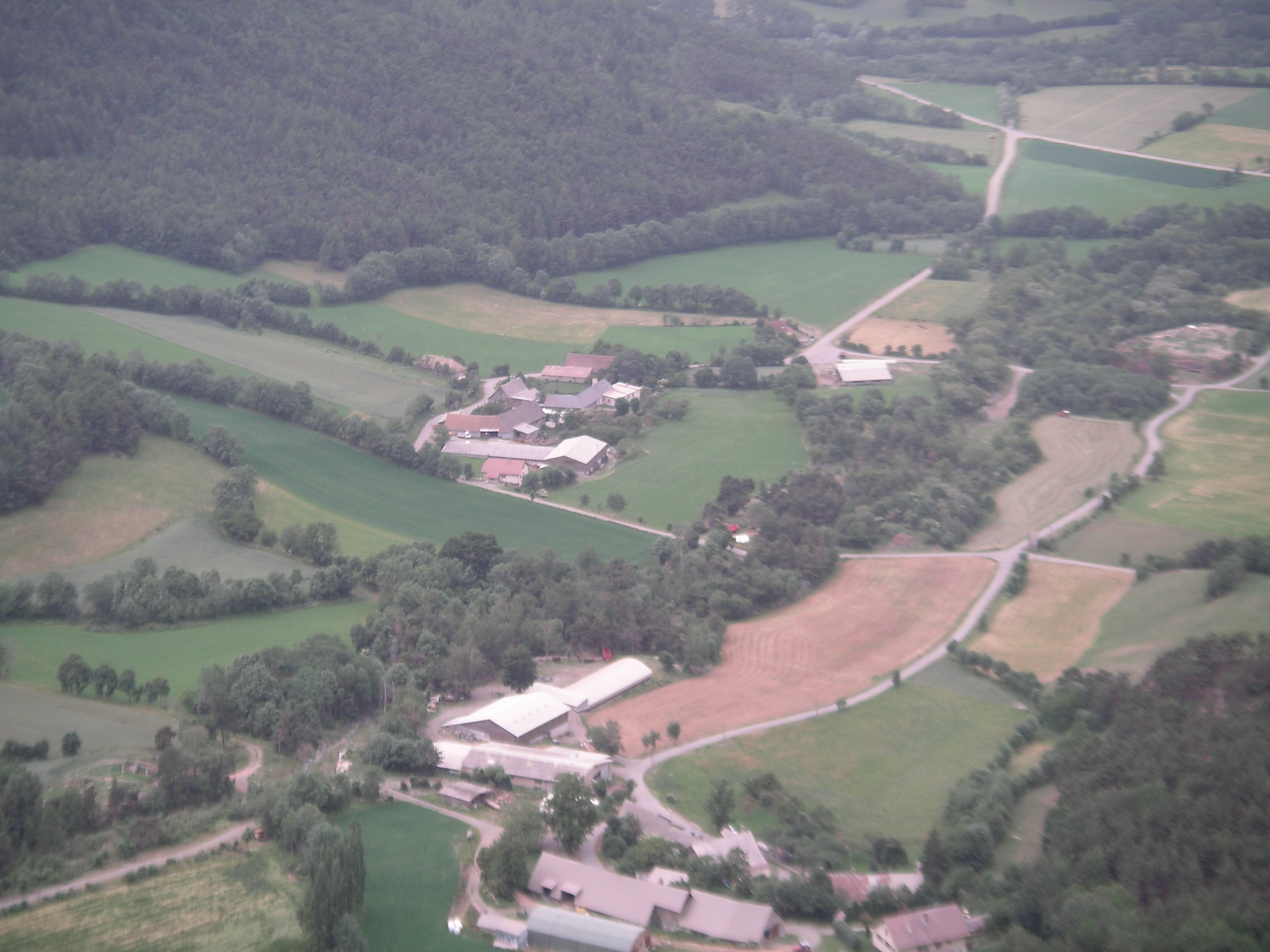
Les hameaux des cours et de Mallarua vu du chemin de l'administration.
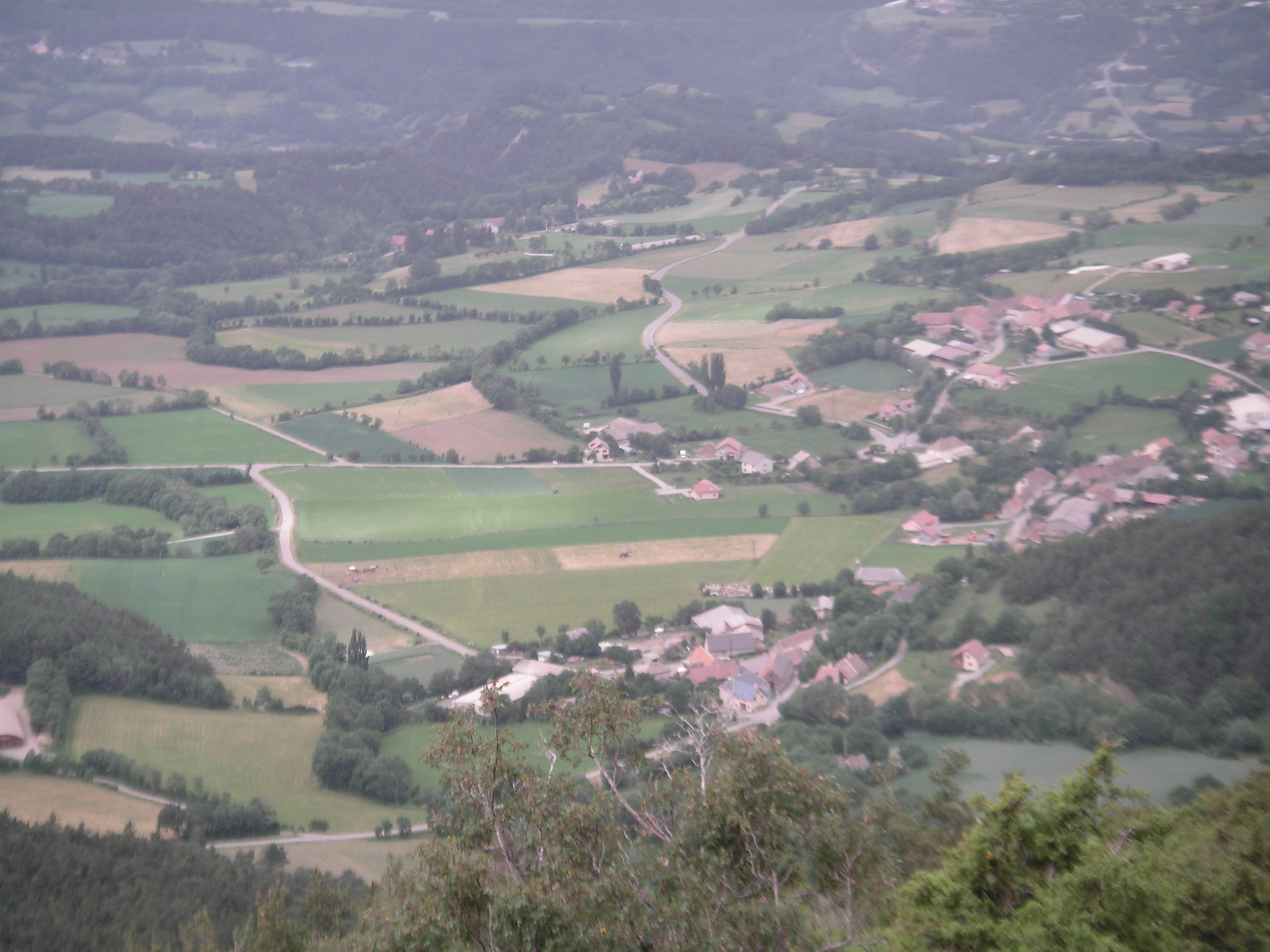
Les hameaux du Vilaret, du Maissubert et du Maisseret vu du chemin de l'administration.
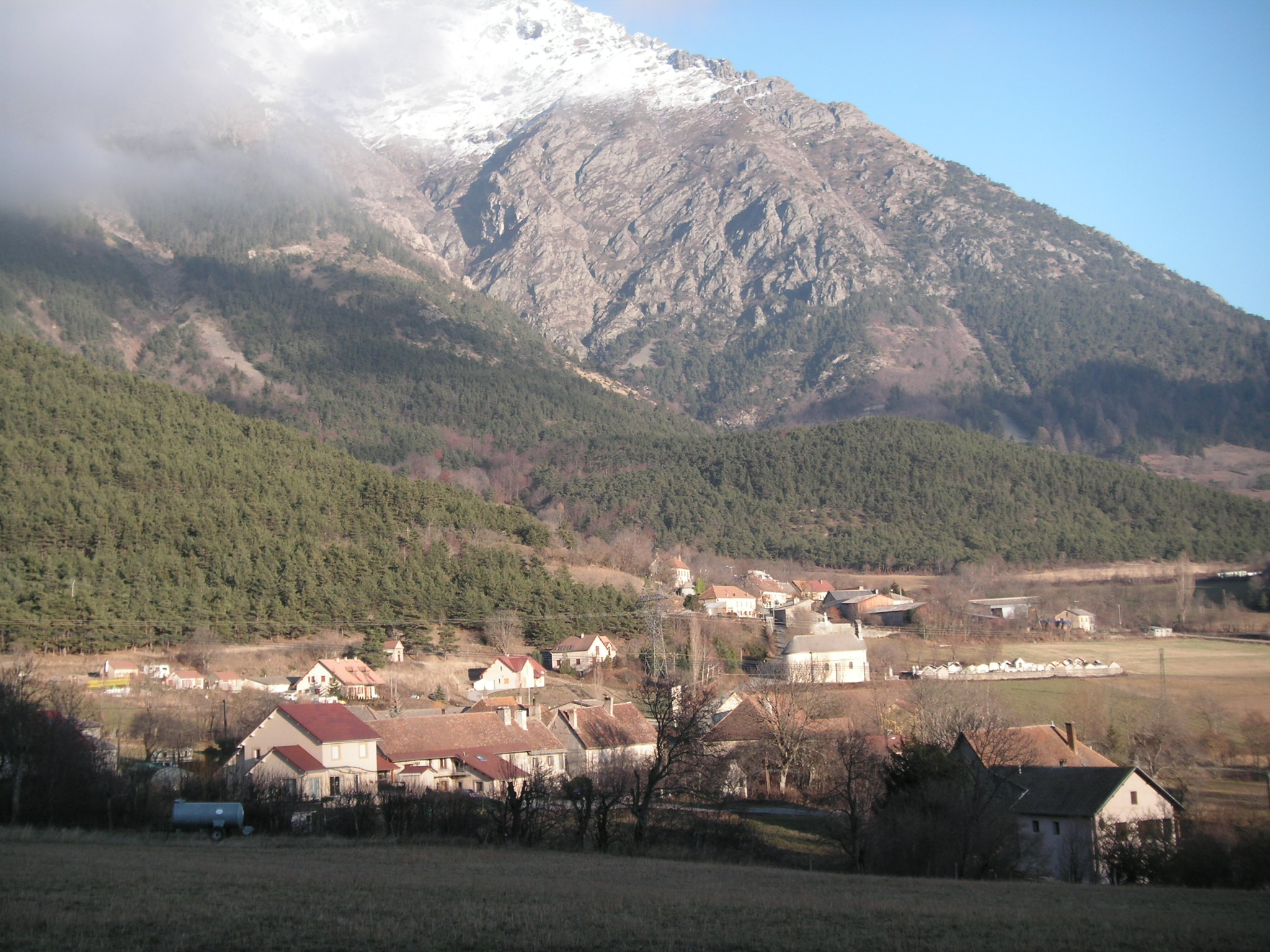
Les hameaux du Maissubert (au premier plan) et du Maisseret.

## Personnalités liées à la commune
- Joseph Grimaud, homme politique né le 9 avril 1836 aux Costes (Hautes-Alpes) et décédé le 20 juin 1914.
- Michel Crespin (1955-2001), auteur de bande dessinée français qui a vécu les dernières années de sa vie dans le hameau de Roafan.
- Guy Aubert né dans la commune en 1938 (ses parents étaient alors instituteurs de l'école des Costes) ancien directeur général du CNRS (19 juillet 1994 - 19 juillet 1997) et du CNED.